# Turno
Turno je naselje v Občini Šentjur.

## Zanimivosti
- spomenik Perunu

## Povezave
- Staroverska župa Perun: Slišali smo glas rodnih bogov
- Statua Peruna w Turno Arhivirano 2012-04-25 na Wayback Machine.